# Viktor
Viktor je mužské křestní jméno, které vzniklo z latinského victor, neboli vítěz. Varianty Viktorián a Viktorian jsou původem odvozená přídavná jména, a proto se vykládají jako „vítězův“. Ženský protějšek je Viktorie.
Domácí podoby: Viktorek, Vik(y/i), Vítek, Víťa, Viťák, Viktorka,Vikina, Vikísek, Vikouš, ap.
Cizojazyčné varianty: slovensky Viktor, Viktorín, Viktorián; polsky Wiktor, Wiktoryn; rusky Viktor, Victor; srbochorvatsky, norsky, švédsky a německy Viktor; maďarsky Viktor, Victor, Victorius, Győző; rumunsky, francouzsky, španělsky, nizozemsky, dánsky a anglicky Victor; italsky Vittore, Vittorio; portugalsky Vitorio a finsky Vihtori.
Etymologicky příbuzné jméno: Vítězslav, Vincenc
Podle českého kalendáře má Viktor svátek (jmeniny) 28. července.

## Statistické údaje
Následující tabulka uvádí četnost jména v ČR a pořadí mezi mužskými jmény ve srovnání dvou roků, pro které jsou dostupné údaje MV ČR – lze z ní tedy vysledovat trend v užívání tohoto jména:
| Rok       | Četnost   | Pořadí      |
| 1999      | 8653      | 71.         |
| 2002      | 8744      | 71.         |
| Porovnání | o 91 více | žádná změna |
| 2006      | 10 893    | 64.         |
| 2010      | 12 302    |             |
| 2011      | 12 631    |             |
| 2012      | 12 663    |             |

Změna procentního zastoupení tohoto jména mezi žijícími muži v ČR (tj. procentní změna se započítáním celkového úbytku mužů v ČR za sledované tři roky 1999–2002) je +1,8%.

## Nositelé jména Viktor

### Viktor jako jméno
- Viktor I. – 14. papež
- Viktor II. – 153. papež
- Viktor IV. (vzdoropapež) – 1159–1164
- Viktor Amadeus II. – král sicilský

- Viktor Černov – ruský revolucionář, politik a člen strany Eserů
- Viktor Dyk – český básník
- Viktor Janukovyč – ukrajinský politik
- Viktor Juščenko – ukrajinský politik
- Viktor Kalabis – český hudebník
- Viktor Kaplan – český vynálezce a konstruktér (Kaplanova turbína)
- Viktor Knapp – právník
- Viktor Korčnoj – rusko-švýcarský šachista
- Viktor Orbán – premiér Maďarska
- Viktor Preiss – český herec
- Viktor Šem-Tov – izraelský politik
- Viktor Stříbrný – kladenský umělecký kovář, malíř
- Viktor Sheen – český rapper

- Seznam článků začínajících na „Viktor“

### Viktor jako příjmení
- Ivo Viktor – fotbalový brankář a trenér